# Arquebisbat de Trento

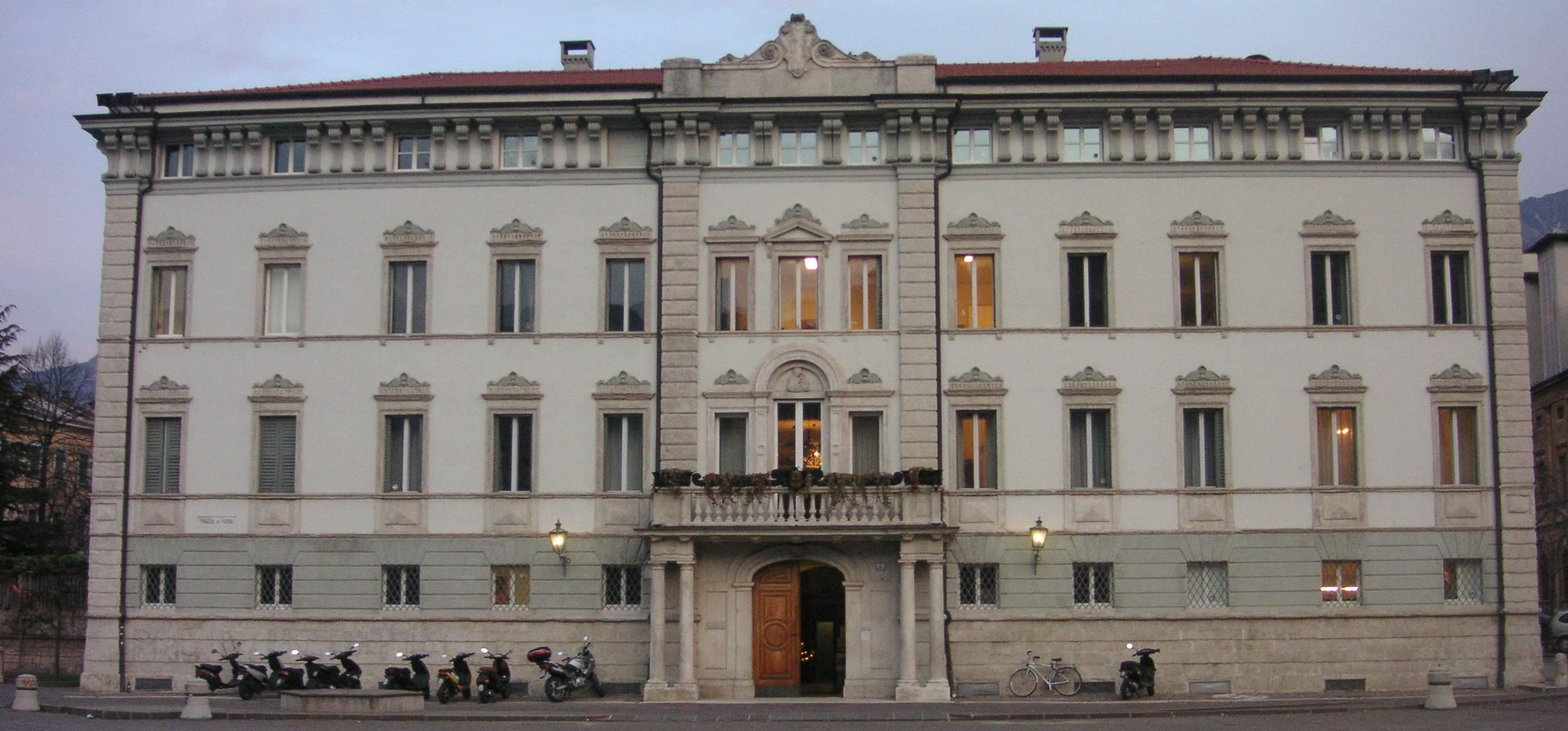
El Palau Episcopal a la Piazza Fiera de Trento

L'arquebisbat de Trento (italià: arcidiocesi di Trento ; alemany: Erzbistum Trient; llatí: Archidioecesis Tridentina) és una seu metropolitana de l'Església catòlica que pertany a la regió eclesiàstica Triveneto. El 2010 tenia 481.232 batejats d'un total de 505.527 habitants. Actualment està regida per l'arquebisbe Luigi Bressan.
El patró és San Vigili de Trento.

## Territori
L'arquebisbat estén la seva jurisdicció sobre la província de Trento. La seu arquebisbal es troba a la ciutat de Trento, on es troba la catedral de San Vigili.
El 2010 el territori estava dividit en 452 parròquies, dividits en els següents vicariats: Ala, Arco, Bassa Valsugana, Calavino, Cavalese, Civezzano-Piné, Cles, Condino, Fassa, Folgaria, Fondo, Lavis-Cembra, Levico, Lomaso, Valle di Sole, Mattarello, Mezzocorona, Mezzolombardo, Mori, Pergine, Povo, Primiero, Rendena, Riva del Garda, Rovereto, Taio, Tione, Trento, Villa Lagarina. Estan agrupats en onze zones pastorals.
La província eclesiàstica tridentina està formada per l'arquebisbat de Trento i de la diòcesi sufragània de Bolzano-Bressanone.

## Història
vegeu també Principat episcopal de Trento
La diòcesi de Trento va ser erigida al segle ii i l'evangelització del Trentino es completà, lentament, al període imperial tardà. El noms dels primers bisbes dels quals se'n té coneixement són (que participà en el concili d'Aquileia en el 381) i san Vigili. Vigili, bisbe a finals del segle iv va mantenir correspondència amb els metropolitans milanesos Ambròs, Simplicià i amb Joan Crisòstom. Amb Vigili inicià un període d'intensa evangelització de les diverses valls trentines, tot i que amb el sacrifici dels missioners orientals Sisini, Martiri i Alexandre, morts a Sanzeno el 397. Els màrtirs havien estat enviats al bisbe de Trento per Ambròs per ajudar a difondre la nova religió en terres encara paganes.
Als segles IV i V l'església tridentina, per tant, va tenir com a referència la prestigiosa seu episcopal de Milà, i més tard va pertànyer a la metròpoli d'Aquileia fins al 1751. Amb el bisbe Agnello (finals de segle vi) la diòcesi, com totes les diòcesis del Patriarcat d'Aquilea, es va unir al Cisma dels Tres Capítols, que va arribar a la seva fi al segle vii.
Durant l'època longobarda la diòcesi configurà les seves dimensions actuals, llevat d'alguna excepció: la Valsugana i el Primiero eren territoris de la diòcesi de Feltre, mentre que la Vall de Fassa a la de Bressanone.
Al bisbe Iltigari (inicis del segle ix) se li atribueix la restauració de l'antiga catedral extra muros de San Vigili, on es custodiaven les relíquies del sant tridentí. En aquella època s'erigí el palau episcopal i s'instituí el capítol de canonges de la catedral. Durant l'època carolíngia s'inicià una primera organització territorial de la diòcesi, amb la institució dels pieves.
Al 962 Trento i els seus territoris van ser incorporats per Otó I a l'Imperi germànic. A partir d'aquest moment va créixer el paper polític dels bisbes de Trento, que van ser consagrats, potser ja per Enric II el 9 d'abril de 1004, i sens dubte per Conrad II el 31 de maig i l'1 juny de 1027. L'emperador va concedir al bisbe Uldarico II el poder temporal en el territori de la diòcesi i altres territoris externs, on el bisbe es trobava en la situació particular de poder exercir les competències civils i administratives, però no les religioses. El Principat episcopal, que, juntament amb el Comtat del Tirol, formaven part del Sacre Imperi Romanogermànic, estaven dotats d'autonomia que es va mantenir en vigor fins al 1803. El 1796, va ser abolit per Napoleó i finalment el 1816 després de la Restauració austríaca.
La ciutat va ser triada com a seu del Concili de reforma que es va dur a terme en tres etapes diferents entre el 1545 i 1563. El segle xvi representava el període de major esplendor per a l'església tridentina, dirigida per grans personalitats com Bernardo Clesio i Cristoforo Madruzzo.
El tractat de Lunéville del 1801 establí la secularització dels estats eclesiàstics, marcant el final del principat episcopal. El 1803 el Principat va ser secularitzat per Napoleó. Entre el 1803 i el 1801 la regió formà part del regne de Baviera. Des del 1810 Napoleó decidí que fos annexionat al breu regne d'Itàlia. El 1815, amb la Restauració, el territori passà a formar part de l'Imperi austríac, al comtat del Tirol.
La diòcesi va ser ampliada el 1786 i el 1818 amb l'annexió de la Valsugana i del Primero, part de l'imperi austríac, però subjectes espiritualment fins llavors a la diòcesi de Feltre.
Després de la supressió del patriarcat d'Aquileia el 1751 Trento passà a formar part, durant un breu temps, de la província eclesiàstica de l'arquebisbat de Gorizia, passant a estar immediatament subjecta a la Santa Seu. Des de 1825 i fins a 1920 Trento va ser sufragània de Salzburg. El 24 de febrer de 1920 torna a estar immediatament subjecta a la Santa Seu mitjançant el decret de la Congregació Consistorial Sedes episcopalis.
El 14 de juny de 1929 va ser elevada a seu arquebisbal mitjançant la butlla Inter ceteras del Papa Pius XI.
El 6 de juliol de 1964, per obra de la butlla Quo aptius del Papa Pau VI les parts altoatesines de l'arquebisbat de Trento van ser agregades a la diòcesi de Bressanone, que assumí el nom de diòcesi de Bolzano-Bressanone. Mentrestant, la seu episcopal de Trento esdevingué seu metropolitana en vigor de la butlla Tridentinae Ecclesiae, de Pau VI.

## Cronologia episcopal

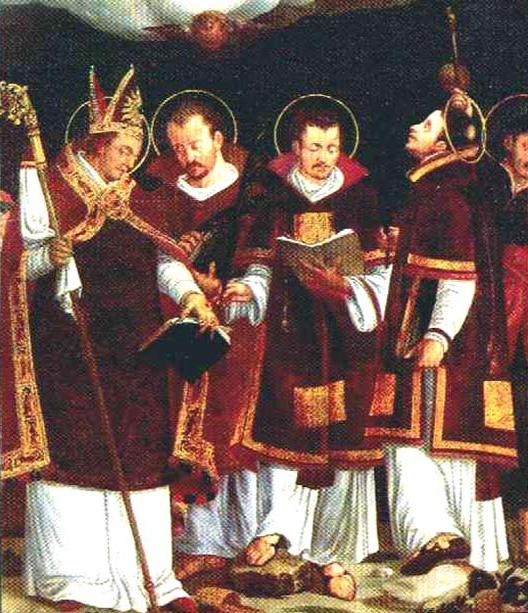
San Vigili, tercer bisbe de Trento (387 - 400) amb els màrtis Sisinni, Martiri i Alexandreo, a un retaule de Paolo Naurizio (1583)

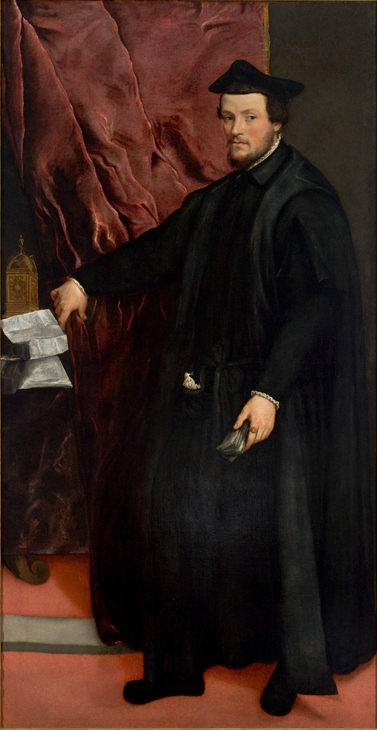
Cristoforo Madruzzo, príncep bisbe entre el 1539 i el 1567

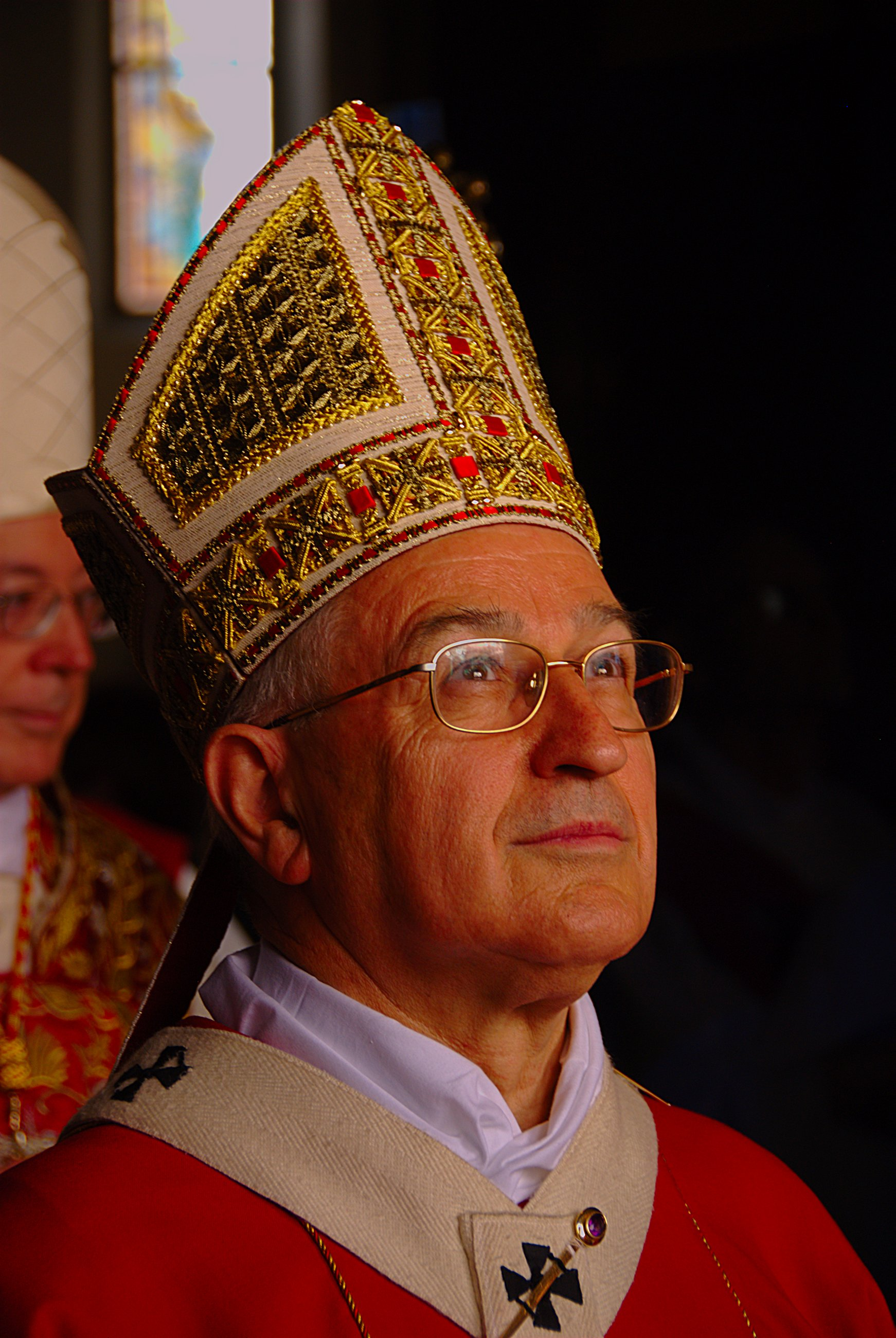
Luigi Bressan, arquebisbe des del 1999

El catàleg episcopal següent, fins al bisbe Uldarico II († 1055), apareix a un missal compost en temps d'Uldarico. Per la seva antiguitat i l'autoritat de l'article que conté, és considerat autèntic.

### Bisbes de Trento
- Giovino †
- Abbondanzio † (mencionato al 381)
- San Vigili † (vers 385 - 26 de juny de 400 mort)
- Claudiano †
- Magorio †
- Aspidio †
- Sambazio †
- Valentino †
- Geniale †
- Fedele †
- Valerio †
- Quarto †
- Magoriano †
- Adeodato I †
- Probo †
- Montano †
- Ciriaco †
- Asterio †
- Eugippio †[3]
- Quartino †
- Peregrino †
- Gratismo †
- Adeodato II †
- Agnello † (inicis de 571/577 – finals de 591)
- Verecondo †
- Manasse †
- Vitale I †
- Stablisiano †
- Domenico †
- Rustico †
- Romano †
- Vitale II †
- Corenziano †
- Sisedizio †
- Giovanni I †
- Massimino †
- Mammone †
- Mariano †
- Dominatore †
- Orso †
- Clemenziano †
- Amatore † (? - 802)
- Iltigario (Volderico ?) † (805 - 814)
- Daniele † (814 - 827)
- Eimperto † (827 - 845)
- Odescalco † (854 - 864)
- Adalgiso † (874 - 881)
- Frideberto †
- Gisolfo †
- Bertoldo †
- Giacomo † (? - 900)
- Corrado I † (900 - 926)
- Giovanni II † (926 - 927)
- Bernardo I † (927 -932)
- Manasse d'Arles † (932 - 957)
- Lantramno † (957 - 963)
- Arnoldo di Pavia † (963 - 971)
- Arimondo † (971 - 992)
- Raimondo (o Rainoldo) di Caldore † (992 - 1004)[4]
- Uldarico di Flavon † (1004 - 1022)
- Uldarico II † (1022 - 25 de febrer de 1055 mort)
- Azzo † (1055 - 14 d'octubre de 1065 mort)
  - Sede vacante (1065-1068)
- Enrico I † (1068 - 15 de novembre de 1082 mort)
- Bernardo II (Pervaldo) † (1082 - 1084)
- Adalberone † (1084 - 1106)
- Gebardo † (21 d'octubre de 1106 - 1120 mort)
- Adelpreto I † (1120 - 1124)
- Altemanno † (inicis d'agost de 1124 - 27 de març de 1149 mort)
- Arnoldo II † (1149 - 2 de febrer de 1154 mort)
- Eberardo † (1154 - 18 de juny de 1156 mort)
- Sant'Adelpreto II † (17 de setembre de 1156 - 8 de març de 1177 mort)
- Salomone † (1 d'agost de 1177 - 30 de desembre de 1183 mort)
- Alberto Madruzzo † (15 de març de 1184 - 20 de novembre de 1188 mort)
- Corrado di Beseno † (6 de desembre de 1188 - 10 de març de 1205 dimití)
- Friedrich von Wangen † (9 d'agost de 1207 - 6 de novembre de 1218 mort)
- Adelpreto di Ravenstein † (novembre de 1219 - 27 de desembre de 1223 mort)
- Gerardo Oscasali † (1224 - novembre de 1232 mort)
- Aldrighetto di Castelcampo † (novembre de 1232 - 1247 mort)
- Egnone di Appiano † (8 de novembre de 1250 - 25 de març de 1273 mort)
- Enrico II, O.T. † (29 de setembre de 1274 - 1289 mort)
- Filippo Bonacolsi, O.F.M. † (31 de juliol de 1289 - 8 de desembre de 1303 nomenat bisbe de Màntua)
- Bartolomeo Querini † (10 de gener de 1304 - 23 d'abril de 1307 mort)
- Enrico di Metz † (23 de maig de 1310 - 9 d'octubre de 1336 mort)
- Nicolò Abrein † (3 de juliol de 1338 - 1347 mort)
  - Gerardo da Manhauc † (12 de desembre de 1347 - 1348 mort) (bisbe electe)
- Giovanni di Pistoia † (27 d'octubre de 1348 - 23 d'octubre de 1349 nomenat bisbe de Spoleto)
- Mainardo di Neuhaus † (4 de novembre de 1349 - 1360 dimití)
- Alberto di Ortenburg † (31 d'agost de 1360 - 9 de setembre de 1390 mort)
- Giorgio di Liechtenstein † (7 de novembre de 1390 - 20 d'agost de 1419 mort)
  - Giovanni da Isny † (1419) (bisbe electe)
  - Armando de Cilli † (1421) (bisbe electe)
  - Ernesto Auer † (1422) (bisbe electe)
  - Enrico Flechtel † (2 de març de 1422 - 1423) (bisbe electe)
- Alessandro di Masovia † (20 d'octubre de 1423 - 2 de juny de 1444 mort)
- Benedetto da Trento † (12 d'octubre de 1444 - 1446 dimití)
- Georg Hack von Themeswald † (16 d'octubre de 1446 - 23 d'agost de 1465 mort)
- Johannes Hinderbach † (12 de maig de 1466 - 21 de setembre de 1486 mort)
- Ulrich Frundsberg † (11 de juliol de 1488 - 10 d'agost de 1493 mort)
- Ulrich von Liechtenstein † (20 d'agost de 1493 - 16 de setembre de 1505 mort)
- Georg Neideck † (25 de setembre de 1505 - 5 de juny de 1514 mort)
- Bernardo Cles † (25 de setembre de 1514 - 30 de juliol de 1539 mort)
- Cristoforo Madruzzo † (5 d'agost de 1539 - 14 de novembre de 1567 dimití)
- Ludovico Madruzzo † (14 de novembre de 1567 - 2 d'abril de 1600 mort)
- Carlo Gaudenzio Madruzzo † (2 d'abril de 1600 - 14 d'agost de 1629 mort)
- Carlo Emanuele Madruzzo † (14 d'agost de 1629 - 15 de desembre de 1658 mort)
- Sigismondo Francesco d'Austria † (7 de febrer de 1659 - 28 de maig de 1665 dimití)
- Ernst Adalbert von Harrach † (11 de novembre de 1665 - 25 d'octubre de 1667 mort)
- Sigismondo Alfonso Thun † (9 de setembre de 1669 - 2 de febrer de 1677 mort)
- Francesco Alberti Poja † (3 d'octubre de 1678 - 4 de febrer de 1689 mort)
- Giuseppe Vittorio Alberti di Enno † (10 de desembre de 1691 - 31 de desembre de 1695 mort)
- Giovanni Michele Spaur † (24 de setembre de 1696 - 22 d'abril de 1725 mort)
- Giovanni Benedetto Gentilotti † (9 de setembre de 1725 - 20 de setembre de 1725 mort)
- Antonio Domenico Wolkenstein † (8 d'abril de 1726 - 5 d'abril de 1730 mort)
- Domenico Antonio Thun † (22 de novembre de 1730 - 7 de setembre de 1758 mort)
- Francesco Felice Alberti di Enno † (7 de setembre de 1758 succeduto - 31 de desembre de 1762 mort)
- Cristoforo Francesco Sizzo di Noris † (22 d'agost de 1762 - 13 de juny de 1776 mort)
- Pietro Vigilio Thun † (16 de setembre de 1776 - 17 de gener de 1800 mort)
- Emanuele Maria Thun † (11 d'agost de 1800 - 9 d'octubre de 1818 mort)
  - Sede vacante (1818-1824)
- Franz Xavier Luschin † (24 de maig de 1824 - 23 de juny de 1834 nomenat arquebisbe de Leopoli)
- Beat Giovanni Nepomuceno de Tschiderer † (19 de desembre de 1834 - 3 de desembre de 1860 mort)
- Benedikt von Riccabona de Reinchenfels † (22 de març de 1861 - 31 de març de 1879 mort)
- Giovanni Giacomo della Bona † (27 de febrer de 1880 - 17 de novembre de 1885 mort)
- Eugenio Carlo Valussi † (7 de juny de 1886 - 10 d'octubre de 1903 mort)
- Celestino Endrici † (6 de febrer de 1904 - 14 de juny de 1929)

### Arquebisbes de Trento
- Celestino Endrici † (14 de juny de 1929 - 29 d'octubre de 1940 mort)
- Carlo De Ferrari, C.S.S. † (12 d'abril de 1941 - 14 de desembre de 1962 mort)
- Alessandro Maria Gottardi † (12 de febrer de 1963 - 7 de desembre de 1987 retirat)
- Giovanni Maria Sartori † (7 de desembre de 1987 - 26 de setembre de 1998 mort)
- Luigi Bressan, (25 de març de 1999 - 10 de febrer de 2016 retirat)
- Lauro Tisi, des del 10 de febrer de 2016

## Estadístiques
A finals del 2010, l'arxidiòcesi tenia 481.232 batejats sobre una població de 505.527 persones, equivalent al 95,2% del total.
| any  | població | població | població | sacerdots | sacerdots       | sacerdots       | sacerdots             | diaques | religiosos | religiosos | parroquies |
| ---- | -------- | -------- | -------- | --------- | --------------- | --------------- | --------------------- | ------- | ---------- | ---------- | ---------- |
| any  | batejats | total    | %        | total     | clergat secular | clergat regular | batejats por sacerdot | diaques | homes      | dones      |            |
| 1950 | 613.500  | 615.000  | 99,8     | 1.717     | 1.149           | 568             | 357                   |         | 834        | 2.168      | 426        |
| 1970 | 425.471  | 425.782  | 99,9     | 1.193     | 794             | 399             | 356                   |         | 494        | 1.922      | 448        |
| 1980 | 442.452  | 442.873  | 99,9     | 1.056     | 696             | 360             | 418                   |         | 495        | 1.693      | 458        |
| 1990 | 440.000  | 445.165  | 98,8     | 940       | 629             | 311             | 468                   | 8       | 427        | 1.061      | 456        |
| 1999 | 461.000  | 464.398  | 99,3     | 841       | 552             | 289             | 548                   | 17      | 400        | 864        | 456        |
| 2000 | 469.000  | 473.000  | 99,2     | 818       | 541             | 277             | 573                   | 19      | 377        | 854        | 456        |
| 2001 | 468.800  | 470.946  | 99,5     | 804       | 522             | 282             | 583                   | 19      | 374        | 759        | 456        |
| 2002 | 469.600  | 472.816  | 99,3     | 770       | 495             | 275             | 609                   | 20      | 364        | 744        | 456        |
| 2003 | 469.840  | 473.151  | 99,3     | 753       | 484             | 269             | 623                   | 18      | 355        | 756        | 454        |
| 2004 | 470.513  | 477.017  | 98,6     | 757       | 474             | 283             | 621                   | 19      | 344        | 691        | 454        |
| 2005 | 471.200  | 481.500  | 97,8     | 756       | 470             | 286             | 623                   | 20      | 359        | 629        | 454        |
| 2010 | 481.232  | 505.527  | 95,2     | 667       | 402             | 265             | 721                   | 28      | 319        | 553        | 452        |

## Mitjans de comunicació
- Vita trentina, setmanal diocesà des del 1926[5]
- Radio Trentino inBlu, emissora de ràdio diocesana[6]